# 苏联中央电视台
- 關於1991年12月27日后的第一套节目，請見「第一频道 (俄罗斯)」。
- 關於1991年9月17日后的第二套节目，請見「俄罗斯-1」。
- 關於1994年1月17日后的第四套节目，請見「独立电视台 (俄罗斯)」。
- 關於原苏联中央电视台的第五套节目，請見「第五频道 (俄罗斯)」。

蘇聯中央電視台（俄语：Центральное телевидение Гостелерадио СССР，简称）是蘇聯的國家電視台，1951年3月在莫斯科建立。1990年时該台每天播出12套節目（其中包括向5個廣播時區重播的第一套和第二套節目），共148小時。

## 电视频道
若计入不同时区的版本，苏联中央电视台共有12套电视节目。
- 第一套节目：全国性频道，播出信息、社会政治、教育和娱乐节目。于1951年3月22日开播。主要频道是在苏俄和苏联的欧洲部分播出的；考虑到苏联时区，除莫斯科版外，其频道有4个时区版本：
  - +8版 - 远东；
  - +6版 - 东西伯利亚；
  - +4版 - 适用于中亚和西西伯利亚；
  - +2版 - 乌拉尔，中亚哈萨克地区的欧洲部分；

- 第二套节目：全国性频道，內容為信息、社会政治、教育和娱乐。于1956年2月14日开播。播出来自全联盟各地的节目。除莫斯科版外，同第一套节目一样，分4个时区版本：
  - +8 - 远东；
  - +6 - 东西伯利亚；
  - +4 - 中亚和西西伯利亚；
  - +2 - 乌拉尔，中亚哈萨克地区的欧洲部分；

- 莫斯科节目（俄语：Московская программа ЦТ）：区域性频道，內容為信息、社会政治、教育和娱乐。于1965年3月29日开播。在莫斯科、梁赞和特维尔（加里宁）地区广播。
- 第四套节目：教育和文化娱乐频道，于1967年11月4日开播。在苏俄和苏联的欧洲部分播出。

此外，位于莫斯科的中央电视台也不定期播出第六套节目，并从80年代开始转播列宁格勒电视台的节目，后者被称为“第五套节目”。
- 第五套节目（列宁格勒频道）：区域电视節目，內容為信息、社会政治、教育和娱乐。1938年7月7日开播。在苏俄的欧洲部分、乌拉尔、西西伯利亚以及哈萨克、白俄罗斯和波罗的海三国播出。
- 第六套节目：1980年1月19日开播，用作人防或技术用途，也曾用于转播体育赛事，只面向莫斯科播出。

## 在苏联时期的发展历史

### 早期机械电视
1930年，位于莫斯科的全联盟电工学院成功试制了基于尼普科夫盘的机械电视系统。1931年5月1日，苏联首次试播电视节目，采用30线机械电视系统，当时采用5.3MHz频率发射，仅莫斯科能够接收到，试播节目没有伴音。1931年10月1日，苏联无线电委员会成立高尔基电视台，开始用中波发射电视节目，每天午夜广播节目结束后播出30分钟，之后每月播出12次，播放60分钟，电视讯号从位于莫斯科尼科尔斯卡亚街的广播电台发射，图像载波为791.5kHz，伴音载波为416.7kHz，在莫斯科、列宁格勒、基辅、哈尔科夫、托木斯克、下诺夫哥罗德、敖德萨、斯摩棱斯克均能收到。由于电子电视被认为比机械电视更具有前景，1933年12月，莫斯科的中波电视节目暂停。然而，由于尚未掌握电子电视技术，1934年2月11日，莫斯科恢复播出中波电视，由同日成立的苏联无线电委员会电视部门负责节目制作，之后从11月15日起开始定期播出电视节目，当时播出的节目包括舞台剧演出片段和讲话录像等。1941年4月1日，莫斯科停止机械电视广播。

### 莫斯科电视中心（1938-1949）

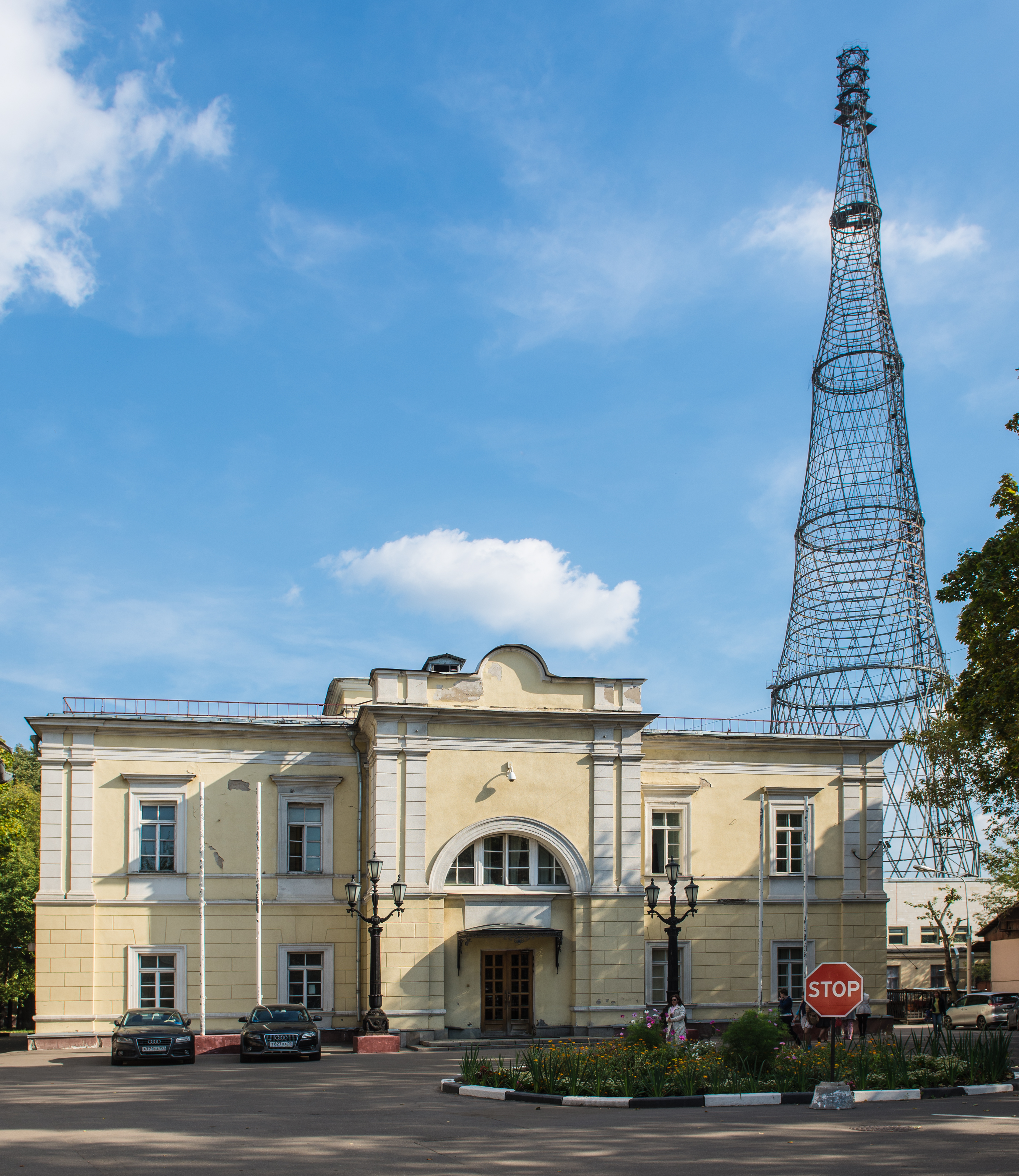
位于沙博洛夫卡大街的电视中心

1936年，设于沙博洛夫卡大街、舒霍夫塔旁边的莫斯科电视中心（MTC）开工建设，设有演播室综合体（ASC）和VHF电视发射站，采用RCA的343线电子电视系统。1938年3月25日，莫斯科电视中心试播电视节目，播出电影《伟大的公民》，同年12月31日正式启用。1939年3月10日，莫斯科电视中心正式开播，节目在VHF频段以“高尔基电视台”的名义播出，首个节目为联共（布）十八大开幕式，当时莫斯科电视中心一周播出四次，播出日晚上播出2小时。当时播出的节目有电影、舞台剧、歌剧、讲话和政治节目，也有重播电台节目。除了莫斯科电视中心外，列宁格勒也在1938年7月7日开播电视节目，并在9月1日开始常规播出（奇数日播出），同样使用“高尔基电视台”的呼号。
苏德战争开始后，莫斯科电视中心停止播出，后于1945年5月7日恢复播出，并从12月15日开始定期播出，成为战后东欧第一个恢复播出的电视台。
战后，苏联重视电视事业发展，在1946年3月通过的“四五”计划中，提到要重建莫斯科电视中心，并在其他城市建立电视台，同年再通过决议将625线电视作为统一标准。1948年10月，莫斯科电视中心因改造暂停播出。

### 莫斯科电视广播局（1949-1951）
1949年，莫斯科电视中心从苏联无线电委员会转移到通信部，只剩下技术职能，节目制作由莫斯科电视广播局负责，后者仍留在苏联无线电委员会。1949年6月16日，莫斯科电视广播局改造完成恢复播出，开始以625线电视播出，并增设电视转播车，在1949年6月29日转播了迪纳摩体育场的足球赛。

### 中央电视演播室（1951-1957）
随着电视事业快速发展，1951年3月22日，苏联中央电视演播室（俄语：Центральная студия телевидения）成立，隶属苏联无线电委员会，使用原“高尔基电视台”的频道播出电视节目，并在1955年1月1日实现每日播出。
1956年2月14日，苏联中央电视演播室第二套（莫斯科）节目开播，初期只面向莫斯科地区居民播出，播出时段仅限晚上，原有频道则改称第一套节目。

### 中央电视台（1957-1991）
1957年5月16日，中央电视演播室改制为中央电视台，隶属苏联国家电视广播委员会。1960年8月12日，莫斯科电视中心移交苏联国家电视广播委员会管理，而其电视信号传输部门则移交给苏联通信部下属的莫斯科电视广播台。从1953年至1960年，苏联新增近100家电视台和170多座电视转播台，苏联中央电视台开始在苏联欧洲部分播出，并从1967年11月2日开始在苏联全国播出。
1965年3月29日，苏联中央电视台开播第三套节目，频道内容以教育节目为主。
1967年11月4日，奥斯坦金诺电视塔及其旁边的全联盟广播电视传输站启用，苏联中央电视台随后迁移至该处的电视中心。随着播出设备扩容，同日苏联中央电视台第四套节目开播，初期主要播出文化艺术节目。第一套节目在1967年10月1日实现彩色播出，使用SECAM制式，其他频道则在1968年1月1日实现彩色播出。1978年1月1日，苏联中央电视台所有节目全面实行彩色播出。
1971年1月25日，第一套节目利用苏联“轨道”卫星电视系统，开播面向乌拉尔、中亚和哈萨克斯坦部分地区的版本，考虑到时差，该版本的播出时间提前。此后又在1976年1月1日面向苏联远东地区增设了+8、+6和+4小时版本。
1980年1月19日，第六套节目开播，该频道初期只用于人防用途，1980年莫斯科奥运会期间曾用作“技术用途”，此后又用于转播温布尔登网球锦标赛。
1982年1月1日，苏联中央电视台重组频道，原先只在莫斯科播出的第二套节目调整至第四套的频道播出，第二套节目的覆盖面扩展至苏联全国，而第四套节目调整为教育频道，第二套频道面向全国播出后，针对苏联远东地区增设了四个不同版本，并为地方电视台提供播出本地节目的窗口时段。第三套节目更名为“莫斯科节目”，播出范围仅限莫斯科、梁赞和加里宁地区，原有的教育节目迁移至第四套。
1991年2月8日，苏联国家电视广播委员会的职能移交给新成立的全联盟国家电视广播公司，苏联中央电视台改为隶属该机构。

## 苏联解体后的发展
1991年12月25日，苏联总统戈尔巴乔夫辞职讲话由苏联中央电视台直播。
1991年12月27日，随着苏联解体，全联盟国家电视广播公司撤销，苏联中央电视台改组，原第一、四套节目分别成为奥斯坦金诺电视广播公司第一、四频道。第二套节目停播，频道被全俄国家电视广播公司接管，并改为俄罗斯电视台。莫斯科节目更名为莫斯科电视频道，暂时由奥斯坦金诺电视广播公司接管。列宁格勒电视台改制后，不再使用“第五套节目”的名称，成为第五频道。而第六套节目在12月27日后更名为“技术频道”，暂时由奥斯坦金诺电视广播公司接管，但仍隶属政府。
奥斯坦金诺第一频道在此后数年改制，在1995年4月1日移交给俄罗斯公共电视台，此后再更名为第一频道。莫斯科电视频道在1992年6月9日从奥斯坦金诺电视广播公司分离出去，此后在1997年6月9日被莫斯科中心电视台替代。奥斯坦金诺第四频道在1994年1月17日停播，频道移交给俄罗斯独立电视台。“技术频道”占用的频段在1992年由TV-6频道和北冕座电视公司（俄语：Северная корона）竞得，在1993年1月1日移交。

## 播出时间、时钟、开闭台提示
截止1991年，工作日的电视广播于早上6:30开始，提供早间信息和音乐节目（1970年代，9：00-9：10播出新闻，从1978年到1987年1月4日重复昨天的《时间》节目，全天播出13个小时。（从1978年直到1987年为11:30-14:30，从1988年起-1990年为12:30-15:30，从1990年13:00-16:00），在此期间信号以模拟时钟的形式传输（根据第二套节目由广播代替））。晚间节目一直持续到凌晨0点。自20世纪80年代以来，在广播结束时播放了几分钟的闭台 - 最后一个信号，标志着广播的结束，上面写着“别忘了关掉电视”，伴随着一声响亮的蜂鸣声。1991年下半年直到苏联解体，第一个节目没有中间休息时间，在1990年春天（每周星期六晚上到星期日）甚至全天播出：广播在第二天大约6点45分结束。1994年，第一频道广播的每日休息时间恢复，一直持续到1995年3月31日。
在1991年，第一个节目工作日从6:30到2:00播出节目，中间13点-15点检修。第二个节目工作日从7:00到2:00工作，中间15-17点检修。当地广播休息，在大型定居点有第三个莫斯科节目播出时间为18:00到23:00，第四个教育节目，列宁格勒的第五个节目，1991年在下午1点播出。
在20世纪60年代，中央电视台第一个节目开始之前的圣人是亚历山大·罗祖姆（Alexander Rozum）演唱的A. Titov和S. Vasilyev“莫斯科苏维埃”的歌曲。
从1975年到1982年，全球旋转对黄色背景上的发射卫星的动画充当了广播开始和结束的屏幕保护程序。“庄严之歌”的乐器演奏响起。
自1982年中央电视台重新规划广播以来，蓝色背景上的星形天线与移动环，象征无线电波，以及下面的标题“第一套节目”或“第二套节目”，后来改为“TB CCCP（电视苏联）”，成为屏幕保护程序。1988年2月左右，屏幕保护程序发生了变化：圆圈变得一动不动，题字“ТВ СССР”消失了，背景变成淡蓝色，白色渐变。
从1991年3月起取消“第一套节目”（并于9月正式更名为“中央电视台第一频道”），闪屏是一个收集单元，上面刻有“цт“字样，在广播开始时它是一个较长的版本。该徽标以德国电视公司ARD为蓝本，在屏幕保护程序的某些版本中，来自该电视公司屏保的音乐响起，在播出的开头和结尾，Jean-Michel Jarre的作品“Equinoxe，Pt。1“。最近几个月的“第二个节目”一直在广播，没有任何识别标记。
在播出开始时，最后的呼声是 “早上遇见凉爽”，最后是由Iseac Dunaevsky的旋律“安静，一切都安静” 的片段，由Peeter Saul 指挥的全联合广播电视交响乐团演奏。
在节假日广播开始，苏联的国歌响起了一个带有红色横幅的明星的背景，以及苏联国家的新闻片段。屏幕保护程序上的时钟，显示确切的时间，是在深蓝色背景上，黄色（或白色）数字，没有声音。屏幕上播放的时钟实际上是一个机械黑白时钟，由相机拍摄，并在专用印刷电路板的帮助下，涂上所需的两种颜色。当在“ 时间 ”程序中使用带有歌曲“祖国” 的屏幕保护程序时，时钟的背景为深绿色。在克里姆林宫塔出现后，深蓝色的背景被送回时钟。1991年，时钟下播放了三则广告（Crosna，Olivetti，MMM）。这个想法仍然被现代电视频道（例如，RBC）使用。随后，这些手表被用于其他电视频道，特别是1991-1994 频道的奥斯坦金诺频道，1989-1997的2x2和MTC，1993-2000的TV-6以及1997 - 2002年的第三频道与TVC。
莫斯科，自然或直接指定的风景 - “故事片”，“电影音乐会”等被用作屏保。1991年，还使用了各种静态屏保，主屏幕保护程序的缩写版本，各种音乐。
在广播结束之前，还播放了“别忘了关掉电视” (俄语：Не Забудьте Выключить Телевизор)这种文字提醒形式的屏幕保护程序，这对于那些在电视机前睡着的人来说是一种“闹钟”，因为它伴随着一个响亮的间歇性信号。由于旧电视无法显示静态图像（在这种情况下，调整表），它们经常过热，这可能导致火灾。屏幕保护程序（或其变体）随后在奥斯坦金诺频道1上使用直至其存在，在ORT直到1995年9月和RTR直到1992年。此外，屏幕保护程序在前苏联国家和参与华沙条约的国家（例如波兰）的电视上播出。

## 主要播出节目
- 《闹钟》
- 《KVN》
- 《时间》
- 《午夜前后》
- 《健康》
- 《闹钟》
- 《旅行俱乐部》
- 《为苏联服务》
- 《国际全景》
- 《马拉松-15》
- 《观点》
- 《120分钟》
- 《小蓝灯》
- 《新闻》
- 《晚安！孩子们》
- 《今日世界》
- 《歌曲同志》
- 《什么？在哪里？什么时候？》
- 《音乐会》
- 《动物世界》
- 《十三把椅子》
- 《7天》
- 《最多16岁以后……》